# 新疆流浪儿童问题
新疆流浪儿童问题是中国大陆的社会问题，新疆社科院的研究显示，中国内地一共有3到5万新疆籍流浪儿童，续西发宣称，其中85%为维吾尔族等少数民族。其中经济较落后的南疆喀什、阿克苏、和田三地区是流浪儿童的主要输出地。
据邓力研究，未成年的新疆儿童被当地人通过欺骗、拐卖等手段进入中国各大城市盗窃，警察则因为民族问题相对敏感，不好采取措施。
维族流浪儿童多生活在本族群体内，由于文化种族隔阂造成了排斥和歧视的现象。
儿童在被保护机构解救回到家乡后，不能融入到自己的家庭和家乡社区中去，有着较高的再次流浪风险。救助保护工作落入“流浪 - 被救助 - 再流浪 - 再被救助”的恶性循环。一种确保回归流浪儿童不再外出流浪，能够顺利融入社会的策略和社会设置，不啻是一种具有深远考量和紧迫性的社会政策。
2011年4月开始，新疆联合中国公安部和民政部开展行动，要“接回所有在其他省份流浪的新疆籍儿童”，至2011年6月17日，已有144名流浪儿童返回新疆。